# 카롤 나브로츠키
카롤 타데우시 나브로츠키(폴란드어: Karol Tadeusz Nawrocki, 폴란드어 발음: [ˈkarɔl taˈdɛ.uʂ naˈvrɔt͡skʲi] ( 듣기), 1983년 3월 3일~)는 폴란드의 역사학자, 정치인이다. 2017년부터 2021년까지 그단스크의 제2차 세계 대전 박물관 관장을 역임했으며 2021년부터 국립추모연구소 소장을 맡고 있다. 그는 2025년 대선에서 근소한 차이로 승리하여 2025년 8월 6일 폴란드의 대통령으로 취임하게 되었으며 비교적 무명에서 폴란드 최고 직책으로의 그의 예상치 못한 부상은 폴란드 정치 지형의 중대한 전환점을 나타내며, 향후 수년간 폴란드의 국내외 관계에 중대한 영향을 미칠 민족주의적 보수주의로의 변화를 의미한다.
나브로츠키는 역사학자로서 폴란드 반공주의 운동사, 폴란드 인민공화국의 조직범죄사, 스포츠의 역사 등을 연구했다.

## 생애
1983년 3월 3일 그단스크에서 태어나 초등 교육을 마치고 중등 교육 후 2003년 그단스크 비즈니스 및 행정 전문대학에서 인사 관리 전문가 자격을 취득했다. 그의 학문적 여정은 2008년 그단스크 대학교 역사학부에서 석사 학위를 취득하며 계속되었다.
나브로츠키의 학문적 관심은 폴란드의 반공주의 저항 운동에 집중되었다. 강경한 반공주의적 반대에 대한 이 연구 초점은 후에 그의 정치적 세계관과 경력에 영향을 미쳤다. 2023년에는 그단스크 공과대학교에서 전략, 프로그램 및 프로젝트 관리 분야의 국제 MBA 과정을 수료하며 학문적 자격을 더욱 확장했다.
나브로츠키의 대통령 후보 등장은 많은 폴란드인들에게 예상치 못한 일이었다. 2024년 가을까지 대부분의 폴란드 대중은 그를 알지 못했다. 2024년 11월 24일, 2025년 대통령 선거를 위해 나브로츠키는 "시민 후보"가 되었다.
대통령 선거 운동은 접전이었으며, 나브로츠키는 초기에는 바르샤바 시장 라파우 트샤스코프스키에게 10% 포인트 이상 뒤처졌다. 그러나 강한 남성적 이미지와 애국적 자격을 강조하는 전략적 선거 운동을 통해 격차를 좁혔다. 그는 사격장과 복싱 장소에서의 영상을 공유하며 남성적 페르소나를 구축했다.
1차 투표에서 나브로츠키는 29.54%의 득표율로 트자스코프스키에 이어 2위를 기록했다. 그러나 2025년 6월 1일 치러진 결선 투표에서 나브로츠키는 트샤스코프스키의 49.11%에 비해 50.89%의 득표율로 근소한 차이로 승리했다.

## 역대 선거 결과
| 선거명      | 직책명          | 대수 | 정당   | 1차 득표율 | 1차 득표수  | 2차 득표율 | 2차 득표수   | 결과 | 당락 |
| ----------- | --------------- | ---- | ------ | ---------- | ----------- | ---------- | ------------ | ---- | ---- |
| 2025년 선거 | 폴란드의 대통령 | 6대  | 무소속 | 29.54%     | 5,790,804표 | 50.89%     | 10,606,877표 | 1위  |      |